# Воскресенська (станція)
Воскресе́нська — тупикова вантажно-пасажирська залізнична станція Донецької дирекції Донецької залізниці.
Розташована у місті Чистякове, Торезька міська рада, Донецької області на лінії Мочалинський — Воскресенська. Найближча станція Мочалинський (7 км).
Через військову агресію Росії на сході України транспортне сполучення припинене.